# صفاوی، حماة
صفاوی (به عربی: صفاوی) یک روستا در سوریه است که در ناحیه مرکزی سلمیه واقع شده‌است. صفاوی ۴۲ نفر جمعیت دارد.